# Мирзалиев, Гаппар
Гаппар Мирзалиев — советский узбекистанский хозяйственный деятель, Герой Социалистического Труда.

## Биография
Родился в 1931 году в кишлаке Уйгур. Член КПСС с 1959 года.
В 1951—1957 — каменщик, в 1957—1962 — бригадир комплексной бригады, в 1962—1973 — мастер, в 1973—1991 — старший производитель работ строительного управления № 1 строительного треста № 162 Министерства строительства Узбекской ССР.
Указом Президиума Верховного Совета СССР от 7 мая 1971 года присвоено звание Героя Социалистического Труда с вручением ордена Ленина и золотой медали «Серп и Молот».
Жил в Андижане.

## Награды и звания
- Герой Социалистического Труда (07.05.1971)
- Орден Ленина (11.08.1966, 07.05.1971)